# Grand Prix Monaka 1960
Grand Prix Monaka 1960 (oficiálně XVIII Grand Prix Automobile de Monaco) se jela na okruhu Circuit de Monaco v Monte Carlu v Monaku dne 29. května 1960. Závod byl druhým v pořadí v sezóně 1960 šampionátu Formule 1.

## Závod
| Poř.   | No. | Jezdec              | Konstruktér        | Počet kol | Čas/Odstoupení  | Pořadí na startu | Body |
| ------ | --- | ------------------- | ------------------ | --------- | --------------- | ---------------- | ---- |
| 1      | 28  | Stirling Moss       | Lotus-Climax       | 100       | 2:53:45.5       | 1                | 8    |
| 2      | 10  | Bruce McLaren       | Cooper-Climax      | 100       | + 52.1          | 11               | 6    |
| 3      | 36  | Phil Hill           | Ferrari            | 100       | + 1:01.9        | 10               | 4    |
| 4      | 18  | Tony Brooks         | Cooper-Climax      | 99        | + 1 kolo        | 3                | 3    |
| 5      | 2   | Jo Bonnier          | BRM                | 83        | + 17 kol        | 5                | 2    |
| 6      | 34  | Richie Ginther      | Ferrari            | 70        | + 30 kol        | 9                | 1    |
| 7      | 6   | Graham Hill         | BRM                | 66        | Smyk            | 6                |      |
| 8      | 38  | Wolfgang von Trips  | Ferrari            | 61        | Spojka          | 8                |      |
| 9      | 22  | Innes Ireland       | Lotus-Climax       | 56        | + 44 kol        | 7                |      |
| Ret    | 4   | Dan Gurney          | BRM                | 44        | Zavěšení        | 14               |      |
| DSQ    | 8   | Jack Brabham        | Cooper-Climax      | 40        | Diskvalifikován | 2                |      |
| Ret    | 14  | Roy Salvadori       | Cooper-Climax      | 29        | Přehřátí        | 12               |      |
| Ret    | 24  | Alan Stacey         | Lotus-Climax       | 23        | Šasi            | 13               |      |
| Ret    | 16  | Chris Bristow       | Cooper-Climax      | 17        | Převodovka      | 4                |      |
| Ret    | 26  | John Surtees        | Lotus-Climax       | 17        | Převodovka      | 15               |      |
| Ret    | 44  | Maurice Trintignant | Cooper-Maserati    | 4         | Převodovka      | 16               |      |
| DNQ    | 12  | Bruce Halford       | Cooper-Climax      |           |                 |                  |      |
| DNQ    | 32  | Cliff Allison       | Ferrari            |           |                 |                  |      |
| DNQ    | 20  | Brian Naylor        | JBW-Maserati       |           |                 |                  |      |
| DNQ    | 40  | Masten Gregory      | Cooper-Maserati    |           |                 |                  |      |
| DNQ    | 46  | Chuck Daigh         | Scarab             |           |                 |                  |      |
| DNQ    | 30  | Giorgio Scarlatti   | Cooper-Castellotti |           |                 |                  |      |
| DNQ    | 48  | Lance Reventlow     | Scarab             |           |                 |                  |      |
| DNQ    | 42  | Ian Burgess         | Cooper-Maserati    |           |                 |                  |      |
| Zdroj: |     |                     |                    |           |                 |                  |      |

## Průběžné pořadí po závodě
Pohár jezdců
|        | Pořadí | Jezdec            | Body |
| ------ | ------ | ----------------- | ---- |
|        | 1      | Bruce McLaren     | 14   |
| 4      | 2      | Stirling Moss     | 8    |
| 1      | 3      | Cliff Allison     | 6    |
| 5      | 4      | Phil Hill         | 4    |
| 2      | 5      | Carlos Menditeguy | 3    |
| Zdroj: |        |                   |      |

Pohár konstruktérů
|        | Pořadí | Konstruktér     | Body |
| ------ | ------ | --------------- | ---- |
|        | 1      | Cooper-Climax   | 14   |
|        | 2      | Ferrari         | 10   |
| 1      | 3      | Lotus-Climax    | 9    |
| 1      | 4      | Cooper-Maserati | 3    |
|        | 5      | BRM             | 2    |
| Zdroj: |        |                 |      |